# 강서출장소
강서출장소(江西出張所)는 낙동강 삼각주(낙동강과 서낙동강 사이)를 관할한 부산직할시(현 부산광역시) 직할 출장소로, 강서구의 전신이다.

## 연혁
- 1978년 2월 15일 : 경상남도 김해군(현 김해시)의 낙동강 삼각주 지역을 부산직할시 부산진구 북부출장소 일대와 합쳐 북구가 신설되었다.[1]
- 1983년 5월 1일 : 낙동강 삼각주 일대에 강서출장소를 설치하였다.
- 1983년 12월 15일 : 대저동 을숙도, 일웅도가 사하구에 편입되었다.
- 1989년 1월 1일 : 강서출장소와 김해군의 일부 지역을 강서구로 신설하였다.[2]